# Château du Choizal
Le château du Choizal est un château situé à Balsièges dans le département français de la Lozère.
Il est également connu sous la dénomination de ferme fortifiée du Choizal.

## Situation
Le château est situé sur le causse de Sauveterre au lieu-dit le Choizal, rattaché à la commune de Balsièges en Lozère. Il se trouve sur la D 31, non loin de son intersection avec la D 986.

## Histoire

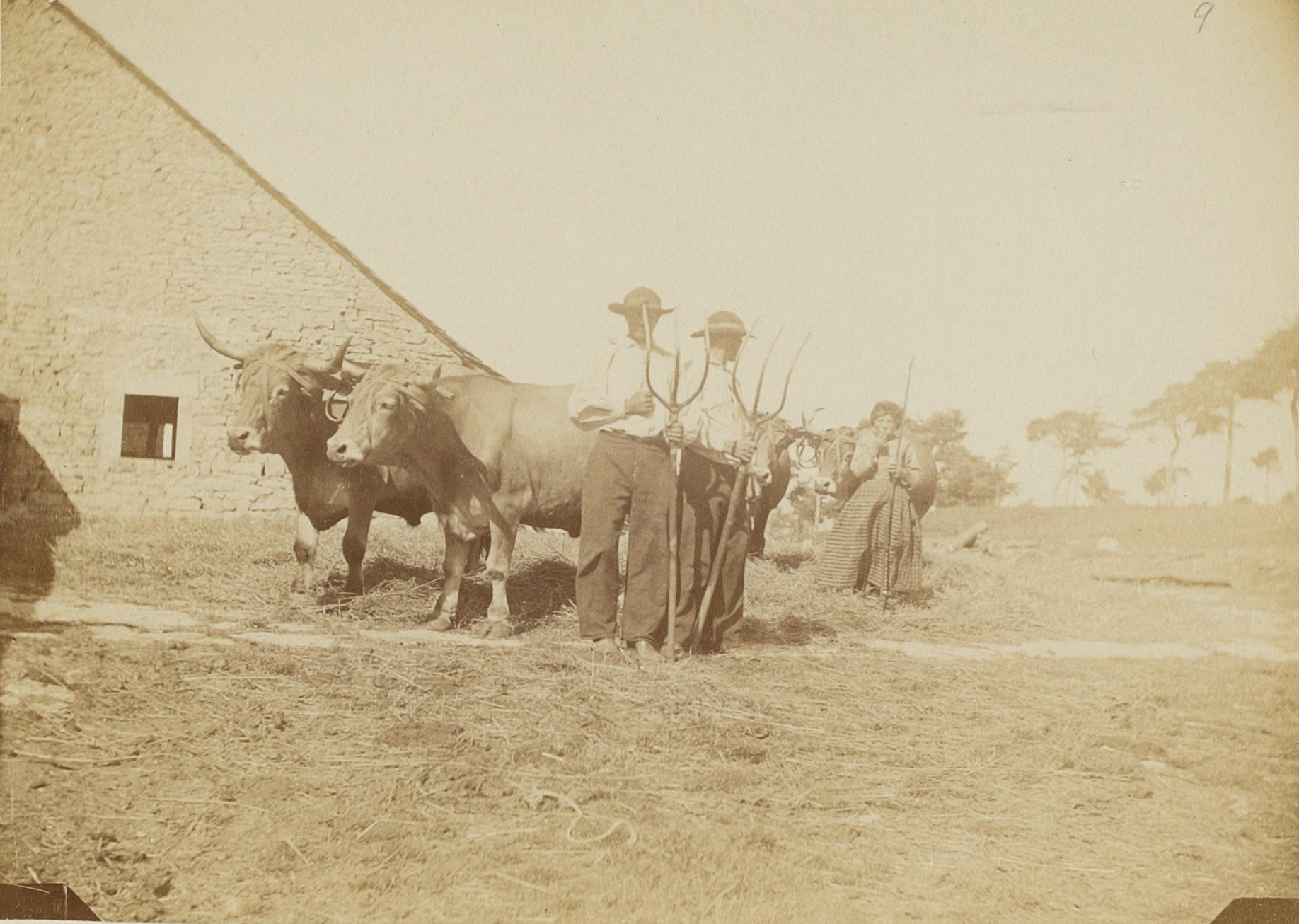
Fermiers à la ferme du Choizal en 1888.

Au XIIIe siècle, le château est la propriété des évêques de Mende. Son lieu d'implantation est stratégique : il surveille l'intersection des routes de Mende-Sainte-Enimie et Chanac-Ispagnac.
Il est versé à l'Inventaire général du patrimoine culturel depuis 2004.

### Sources et références
1. ↑  Félix Buffière, Ce tant rude Gévaudan [détail des éditions], tome I, p. 676
2. ↑  Notice no IA48000371, sur la plateforme ouverte du patrimoine, base Mérimée, ministère français de la Culture